# Dominik Roels
Dominik Roels (født 21. januar 1987) er en tysk tidligere professionel cykelrytter, som cyklede for det professionelle cykelhold Team Milram.